# Paraliparis aspersus
Paraliparis aspersus és una espècie de peix pertanyent a la família dels lipàrids.

## Hàbitat
És un peix marí i batidemersal que viu entre 800 i 846 m de fondària.

## Distribució geogràfica
Es troba a l'Atlàntic sud-occidental: l'Argentina.

## Observacions
És inofensiu per als humans.